# Kopiec Tadeusza Kościuszki w Luchowie Górnym

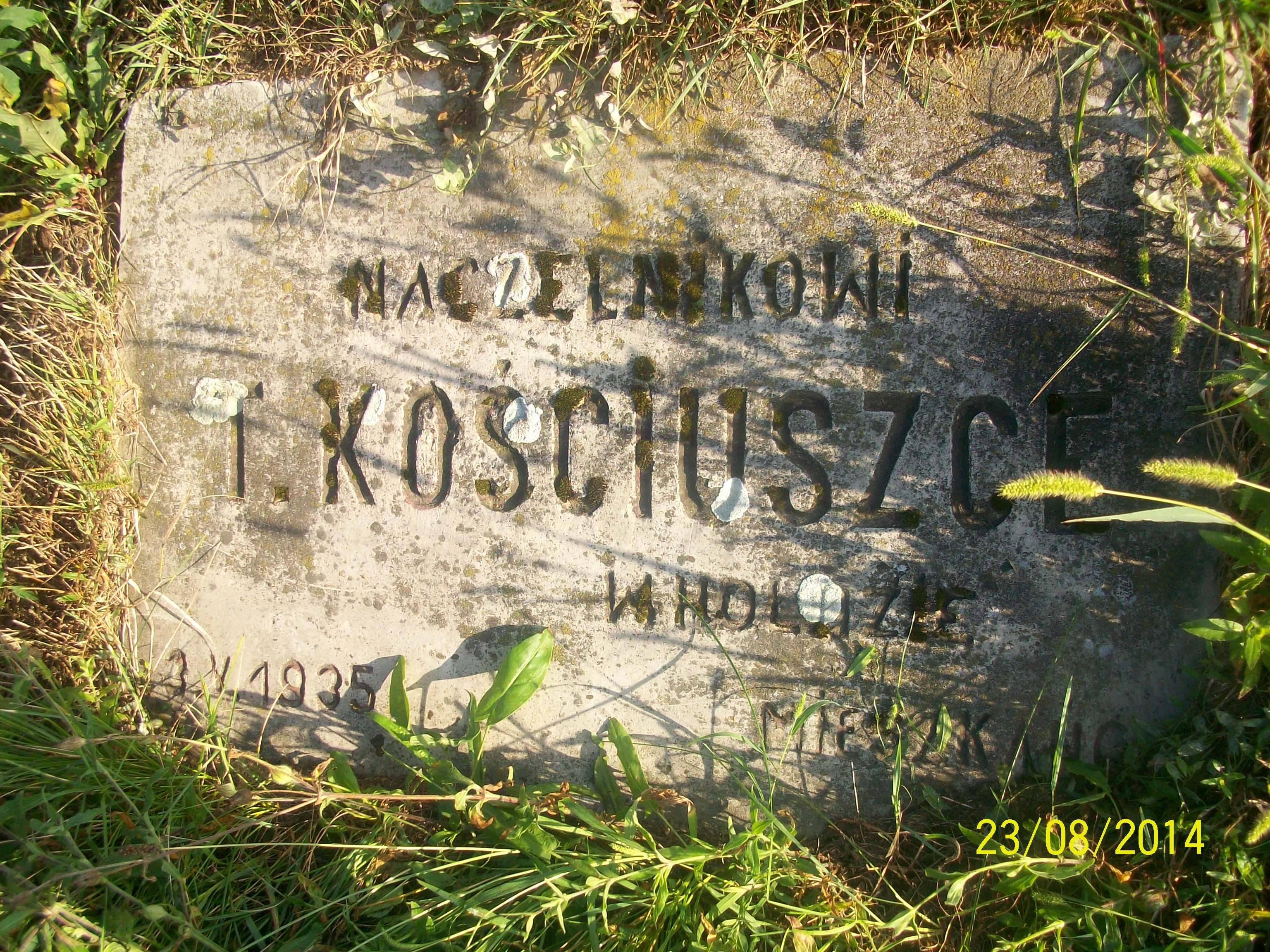
Kopiec Kościuszki w Luchowie Górnym – płyta

Kopiec Tadeusza Kościuszki w Luchowie Górnym – kopiec usypany 1935 roku we wsi Luchów Górny. Fundatorem pomnika byli mieszkańcy Luchowa Górnego, został odsłonięty w 144. rocznicę uchwalenia Konstytucji 3 maja.
Na kopcu widnieje tablica z napisem: "NACZELNIKOWI T. KOŚCIUSZCE W HOŁDZIE MIESZKAŃCY" oraz data 3 maja 1935 roku.